# Radio East
Radio East（レディオイースト）は、2007年10月から静岡放送（SBSラジオ）で放送されている情報バラエティ番組である。

## 概要
静岡県東部地方および伊豆地方の情報番組。通常は駿東郡清水町にあるサントムーン柿田川1階のサテライトスタジオ『LISPA(リスパ)』からの放送だが、不定期に静岡県東部地方および伊豆地方の観光地（下田市の観音温泉など）からの公開放送も行っている。12時からのコーナーは歌謡曲などを歌っている歌手や、静岡県東部地方及び伊豆地方の高校生をゲストに迎える。過去に「土曜ワイド ラジオEAST」→「ラジオEAST Youゆ〜サタデー」と番組名を変えながら現在も続いている。2021年4月に放送25周年を迎えた。また、2017年11月11日に放送されたSBS開局65周年特別番組『つづきはラジオで』では、『上田朋子のGoing My West』とのコラボレーション企画『EAST×WESTミチしるべ』が当番組とほぼ同時間帯（11:00-13:00）に放送され、企画自体も当番組同様『リスパ』からの公開生放送だった。
また2024年6月29日にも『上田朋子のGoing My West』とのコラボレーション企画『クイズ！EAST×WEST』が当番組内に放送された。なお企画自体はサントムーン柿田川の本館1階のセントラルコートからの公開生放送だった。結果は4-2でEASTの勝利で幕を閉じた。

## パーソナリティ
- 久保沙里菜（2022年4月2日 - 、フリーアナウンサー。2022年2月21日・22日に『鉄崎幹人のWASABI』に「非常勤パートナー」の1人として出演していた）。

### 過去
- 石島さわか（元・山梨放送アナウンサー　、現・フリーアナウンサー）
- 安藤晴美（ファッションモデル、ラジオパーソナリティー。2011年7月 - 2012年3月と2015年3月 - 9月まで、石島さわかの産休・育休に伴う代役を務めていた）。

## コメンテーター
- 大坪檀（静岡産業大学総合研究所長）※月一回登場

## リポーター
- 髙瀬真由（2022年4月2日 -　2023年11月4日、2024年7月6日 -　、）
- 橋場みなみ（2022年4月2日 - 、元FMいずのくに パーソナリティー）

### 過去
- 吉井佐和（2007年10月 - 2008年3月。現・エフエムしみず静岡パーソナリティ）

- 梅田順子

- 小川けいこ 現・SBSラジオ ディレクター 竹善レコード部屋 アシスタント　元・SBSラジオ キャスタードライバー
- 秋山ゆきの
- 仙座夏子（2023年11月11日 -　2024年6月29日、元FMISパーソナリティ　産休・育休に伴う高瀬真由 の代役）

## 放送時間
毎週土曜日 11:00 - 12:55

## タイムテーブル
- 11:00 オープニング
- 11:09 発見！EAST探訪(中継コーナー)
- 11:15 EAST推しの時間
- (2週)カレンフジ presents「おにわさん」
- (3週)さりなのふくみみ　～風は東から～
- (4週)なむなむ仏像講座(上原美術館)
- 11:25 ドライブソング・交通情報
- 11:30 EAST TALK
- (2週)ネッツトヨタ静岡インフォメーション
- 11:40 (1～4週)わんこ＆にゃんこのHappy Life
- 11:55 静岡新聞ニュース・天気・交通情報
- 12:00 EASTみんなの広場
- 12:00 (2or3週)EAST高校生タイムス
- 12:15 (1・3週)EASTメディカルチェック(西島病院)
- 12:15 (2週)和尚の言いたい放題
- 12:15 (4週)スルガ銀行 presents  発掘！EAST元気人
- 12:20 サントムーンの"推し"！
- 12:25 発見！EAST探訪
- 12:30 ドライブソング・交通情報
- 12:35 EAST TALK
- 12:50 エンディング